# Nurgul Tagajewa
Nurgul Żumabiekowna Tagajewa (ur. 18 sierpnia 1982) – kazachska judoczka.
Uczestniczka mistrzostw świata w 2001 i 2003. Startowała w Pucharze Świata w 2002 i 2003. Zajęła siódme miejsce na igrzyskach azjatyckich w 2002. Brązowa medalistka mistrzostw Azji w 2001. Trzecia na mistrzostwach Azji juniorów w 2000 roku.